# 트러스티 벨
트러스티 벨(정식 명칭: 트러스티 벨 ~쇼팽의 꿈~, 일본어: トラスティベル 〜ショパンの夢〜, 영어 발매 시 명칭: Eternal Sonata, 이터널 소나타)은 tri-Crescendo가 개발하고 반다이 남코 게임즈가 배급한 롤플레잉 비디오 게임이다. 엑스박스 360 버전은 2007년 6월 14일 일본에서, 2007년 9월 17일 북아메리카에서, 2007년 10월 19일 유럽에서 출시되었다. 이 게임은 추가 콘텐츠 "트러스티 벨 ~쇼팽의 꿈~ 리프라이즈"(トラスティベル 〜ショパンの夢〜 ルプリーズ, Trusty Bell: Chopin's Dream – Reprise)와 함께 플레이스테이션 3용으로도 출시되었으며 일본에서는 2008년 9월 18일, 북아메리카에서는 2008년 10월 21일, 유럽에서는 이터널 소나타(Eternal Sonata)라는 제목으로 2009년 2월 13일 출시되었다.
이 게임은 결핵으로 39세의 나이로 사망한 폴인이자 로맨틱 피아노 연주자이자 작곡가인 프레데리크 쇼팽에 초점을 맞추고 있다.

## 평가
| 평가 |                          |
| --- | ------------------------ |
| 통합 점수 통합사 점수 게임랭킹스 X360: 80% [ 3 ] PS3: 82% [ 4 ] 메타크리틱 X360: 79/100 [ 5 ] PS3: 80/100 [ 6 ] |                          |
| 통합 점수 |                          |
| 통합사 | 점수                     |
| 게임랭킹스 | X360: 80% PS3: 82%       |
| 메타크리틱 | X360: 79/100 PS3: 80/100 |